# Aurelio González Ovies
Aurelio González Ovies (Bañugues, 9 febbraio 1964) è un poeta spagnolo.
È dottore in filologia classica e professore di latino all'Università di Oviedo, dove ha servito come vicepreside della Facoltà di Filologia 1996-2008.
Dalla sua prima raccolta di poesie, Las horas en vano (1989), alla più recente, No (2009), nella sua poesia sottolinea diversi premi letterari, l'antologia che raccoglie venti anni di poesie Esta luz tan breve (Poesia 1988-2008) e così come la sua incursione nella letteratura per l'infanzia con sette libri di poesia illustrati. Diversi di questi libri sono stati tradotti in diverse lingue (castigliano,  asturiano e lingua catalana), l'ultimo libro pubblicato è Versonajes (2013).
È anche un assiduo collaboratore di quotidiani nelle Asturie, adesso scrive un articolo di tono poetico ogni quindici giorni su La Nueva España.

## Premi letterari
- Premio Internazionale di Poesia Ángel González. 1990.
- Premio Internazionale di Poesia Feria del Libro-Ateneo Jovellanos. 1991.
- Premio Ispano-americano di Poesia Juan Ramón Jiménez. 1992.
- Accesit Premio Adonáis di Poesia. 1992.
- Accesit Premio Esquío. 1994.

## Opera poetica
- Las horas en vano. Plaquette. Heracles y nosotros. Gijón. 1989.
- Versos para Ana sin número. Oviedo. 1989.
- La edad del saúco. Mieres.1991.
- En presente (y poemas de Álbum amarillo). Gijón. 1991.
- La hora de las gaviotas. Huelva. 1992.
- Vengo del norte. Rialp. Madrid. 1993.
- Nadie responde. El Ferrol. 1994.
- (Ed.) La muerte tiene llave. Fíbula. Avilés. 1994.
- (Ed.) Con los cinco sentidos. Fíbula. Avilés. 1997.
- (Ed.) Las señas del perseguidor. Fíbula. Avilés 1999.
- Nada. Ed. Deva. Gijón. 2001.
- 34 (Poemes a imaxe del silenciu), Oviedo. 2003.
- Tocata y Fuga. Alvízoras Llibros. Oviedo. 2004.
- (Ed.) Una realidad aparte. Fíbula. Avilés. 2005.
- El poema que cayó a la mar. Pintar-Pintar. Oviedo. 2007.
- Chispina. Pintar-Pintar. Oviedo. 2008.
- Caracol. Pintar-Pintar. Oviedo. 2008.
- Esta luz tan breve (Poesía 1988-2008). Saltadera. Oviedo. 2008.
- El cantu'l tordu. ALLA. Oviedo. 2009.
- Todo ama. Pintar-Pintar. Oviedo. 2009.
- (Ed.) NO. Fíbula. Avilés. 2009.
- Mi madre. Pintar-Pintar. Oviedo. 2010.
- Loles. Pintar-Pintar. Oviedo. 2011.
- Versonajes. Pintar-Pintar. Oviedo. 2013.

## Antologie e opere collettive
- Antología de poesía española, de José Enrique Martínez Fernández. Castalia, 1997.
- La caja de Pandora. Oviedo. 1997.
- Encuentros. Artizar. Oviedo. 1997.
- Ángel González en la generación del 50: Diálogo con los poetas de la experiencia. Tribuna Ciudadana. Oviedo. 1998.
- Prologo di El color del aire, di José Manuel Gutiérrez. Olifante. 1999.
- Antologia (Luis Salcines ed.) Toles direcciones /Todas direcciones. Asturias-Santander.2001.
- Sesta Antologia d'Adonais. Ediciones Rialp, S.A. Madrid. 2004.
- Coordinamento della opera II Concurso de Cuentos y I de Poesía "PUMUO". Università di Oviedo. 2004.
- Antologia Poesía asturiana contemporánea. Palabres clares. Trabe. Oviedo. 2005.
- Antologia Poesía Astur de hoy. Zigurat. Hungría-Ateneo Obrero de Gijón. 2005.
- Antologia La hamaca de lona. Málaga. 2006.
- Antologia Al aldu. Poesía para el segundo ciclo de ESO. 2005.
- Catalogo della mostra El aire también muere di Elisa Torreira. Pamplona. 2005.
- Antologi Poesía para vencejos. León. 2007.
- Una vida para la literatura. Gijón. 2007.
- Se envellecemos xuntos. El Ferrol. 2007.
- Antologia Vida de perros. Poemas perrunos. Buscarini. Logroño. 2007.
- Antologia di racconti Dir pa escuela. Ámbitu, Oviedo. 2008.
- Catalogo della mostra El arte del retrato, collezione di pittura Masaveu. Sociedad Anónima Tudela Veguín. Oviedo. 2008.
- Antologia El paisaje literario. Università di Las Palmas de Gran Canaria. 2009.
- Antologia Abrazos de náufrago. Huelva. 2009.
- Antologia Poetas asturianos para el siglo XXI di Carlos Ardavín. Trea. 2009.
- Trabanco (Premio Alfredo Quirós Fernández). Gijón. 2009.
- Antologia Poetas de Asturias en Cangas de Onís. Santander. 2009.
- Antologia Por partida doble. Poesía asturiana actual. Trabe. Oviedo. 2009.
- Antologia Toma de tierra. Poetas en lengua asturiana. Antología (1975-2010). Trea. Gijón. 2010.
- Antologia Alrededor de Luis Alberto de Cuenca. Ediciones Neverland. 2011.
- Se envellecemos xuntos. Galebook. 2013.
- Antologia Contra'l silenciu de Berto García. Suburbia Ediciones S.L., Gijón. 2014.

## Collaborazione con giornali e riviste
- Collaboratore regolare del giornale El Periòdico de Quirós dal 2001.
- Collaboratore del supplemento culturale La nueva Quintana del giornale La Nueva España.
- Colonnista del quotidiano La Nueva España (sezione La Rucha) dal 2006.
- Colonnista del quotidiano La Voz de Asturias (sezione La Rueda) dal 2007 al 2012.
- Critico letterario e collaboratore di varie riviste nazionali ed internazionali: Sibila, Otro lunes, Lunas Rojas, Arquitrave, MicRomania, Ágora, Il Convivio, ecc.